# Lower Brule
Lower Brule is een plaats (census-designated place) in de Amerikaanse staat South Dakota, en valt bestuurlijk gezien onder Lyman County.

## Demografie
Bij de volkstelling in 2000 werd het aantal inwoners vastgesteld op 599.

## Geografie
Volgens het United States Census Bureau beslaat de plaats een oppervlakte van
0,9 km², geheel bestaande uit land. Lower Brule ligt op ongeveer 440 m boven zeeniveau.

## Plaatsen in de nabije omgeving
De onderstaande figuur toont nabijgelegen plaatsen in een straal van 36 km rond Lower Brule.